# Bahçelievler
Bahçelievler là một huyện thuộc tỉnh İstanbul, Thổ Nhĩ Kỳ. Huyện có diện tích 16 km² và dân số thời điểm năm 2007 là 571711 người, mật độ 35732 người/km².